# Microgaster adisurae
Microgaster adisurae är en stekelart som beskrevs av Subba Rao och Sharma 1960. Microgaster adisurae ingår i släktet Microgaster och familjen bracksteklar. Inga underarter finns listade i Catalogue of Life.